# Soldattorp

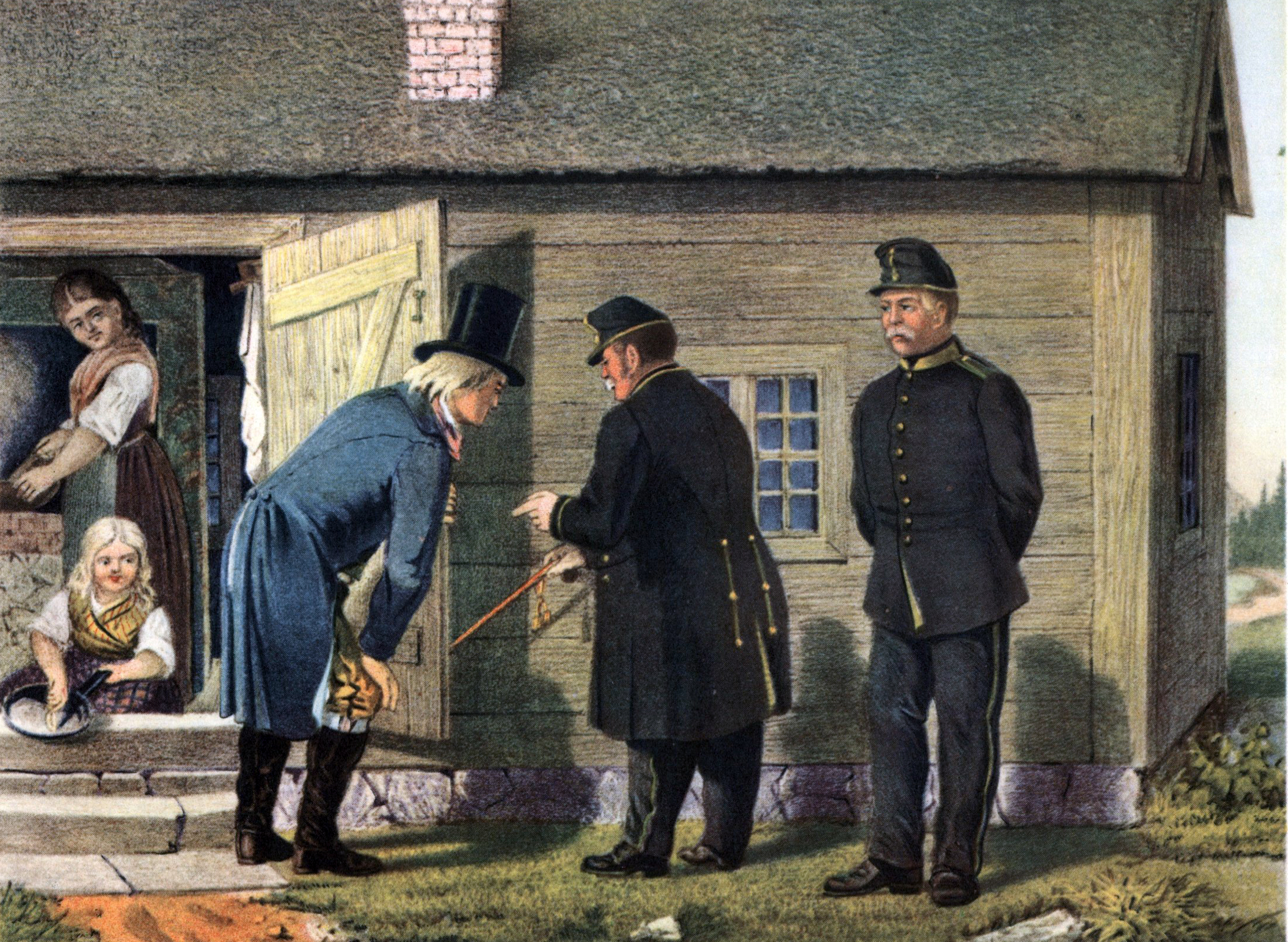
Torpbesiktning i närvaro av kompanichefen, rotebonden och soldaten själv. Färglitografi av Viktor Emmanuel Sparre (1866).

Soldattorp, även kallat knekttorp eller (soldat)boställe var i Sverige och Finland ett torp som byggts åt och användes av en indelt soldat i det ständiga knektehållet (indelningsverket) från 1680-talets början till år 1901 då allmänna värnplikten tog över. I Finland upphörde systemet med soldattorp enligt beslut av Borgå lantdag 1809 när den östra rikshalvan skilts från Sverige och soldaterna måste då i Finland avstå från sina torp.

## Historik

### Allmänt
Systemet med soldattorp introducerades på 1680-talet under Karl XI. Syftet var att ständigt ha tillgång till knektar (fotsoldater). De skulle vara vältränade och möjliga att snabbt mobilisera vid behov. Innan dess ställde gårdarna upp efter bästa förmåga med män vid krigstillstånd. Enligt det nya systemet indelades de svenska gårdarna (rotebönder) i grupper (rotar), som var och en höll en soldat i beredskap. Det var också vanligt att söner till en soldat tog värvning. Som motprestation fick rotebönderna befrielse från utskrivning till militärtjänst för sig själv, en dräng och en av bondens pojkar. Om rotebonden inte lyckades rekrytera en ny soldat kunde han i värsta fall tvingas att själv dra ut i fält. Under fredstid arbetade soldaten på gårdarna som de andra torparna.
Om torpet användes av en ryttare, dragon eller båtsman gällde likartade regler men dessa kallades istället ryttartorp, dragontorp respektive båtsmanstorp. Totalt fanns mellan 20 000 och 30 000 soldattorp under indelningsverkets tid. Åtskilliga av de gamla soldattorpen finns kvar efter att indelningsverket upphörde 1901 och används i dag mest som sommartorp eller tagits omhand av olika museer runtom i landet.

### Huset och tomten

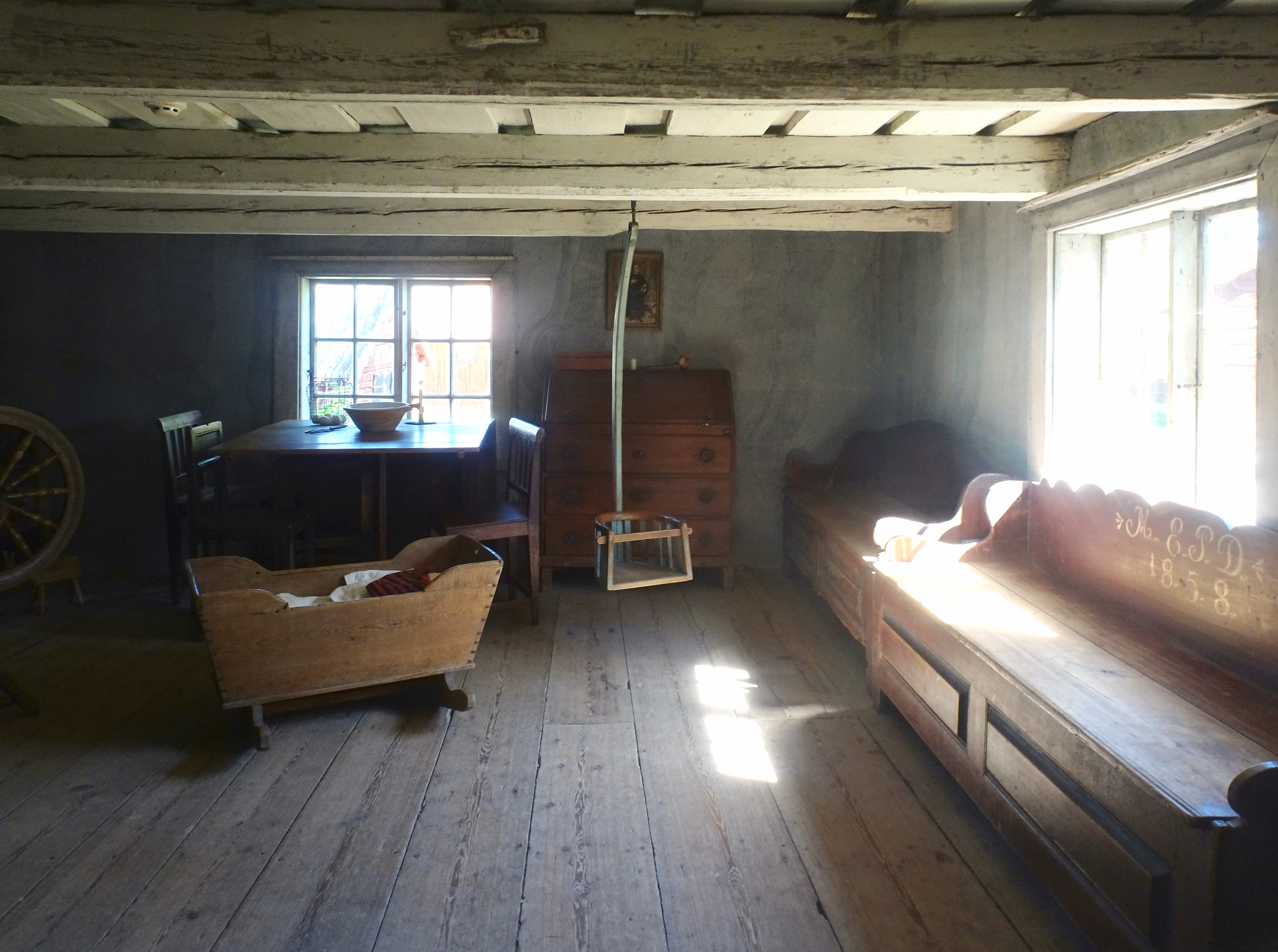
Storstugan i båtsmanstorpet "1:a Sörmlands Båtsmanskompani No 132". Finns idag på friluftsmuseet Torekällberget.

Soldattorpet bekostades av den rote som ansvarade för soldatens uppehälle och bostad. Enligt stadgan skulle husgrunden vara 8 × 4 meter och husets höjd vara sju stockar högt (cirka två meter). Denna specifikation bestämdes av armén för att soldaterna skulle få likvärdiga bostäder. Därför har de flesta soldattorp samma grundplan, men många har utökats och förbättrats av sina rotebönder och/eller "hyresgäster". I Dalarna, Gästrikland och Hälsingland var det inte vanligt med soldattorp som hölls av rotebönder, istället var soldaten i regel självägande småbrukare.
Soldattorp byggdes inte efter några typritningar utan efter ”hwar och en Provincies Egenskap och Bruk.” Utförande och standard motsvarade oftast den knuttimrade enkelstugan, alltså ett litet trähus bestående av förstuga, "storstuga" med kokställe (vardagsrum och kök i ett) och kammare. Vidare ingick även fähus, lada, förråd och dass samt en liten åker (några tunnland) med ett ängsområde som skulle ge omkring två lass hö. För exempelvis Väsby båtsmanstorp i Sollentuna socken fick båtsmannen ett ställe ”bestående af stuga med behöfliga uthus, kåltäppa, ½ tunnland åker samt äng till två sommarlass hö”.
För torpets drift fick soldaten en ko, några får eller en gris, några höns, utsäde, ved, bete för kreaturen samt rätt att låna en häst som dragdjur. Naturaprodukterna som soldaten fick av roten kallades hemkall. Ibland fanns ett mindre skogsområde utanför torpets tomt där "soldaten äger frihet nyttja fällning". Allt detta reglerades i soldatkontraktet.

### Rotetavlan

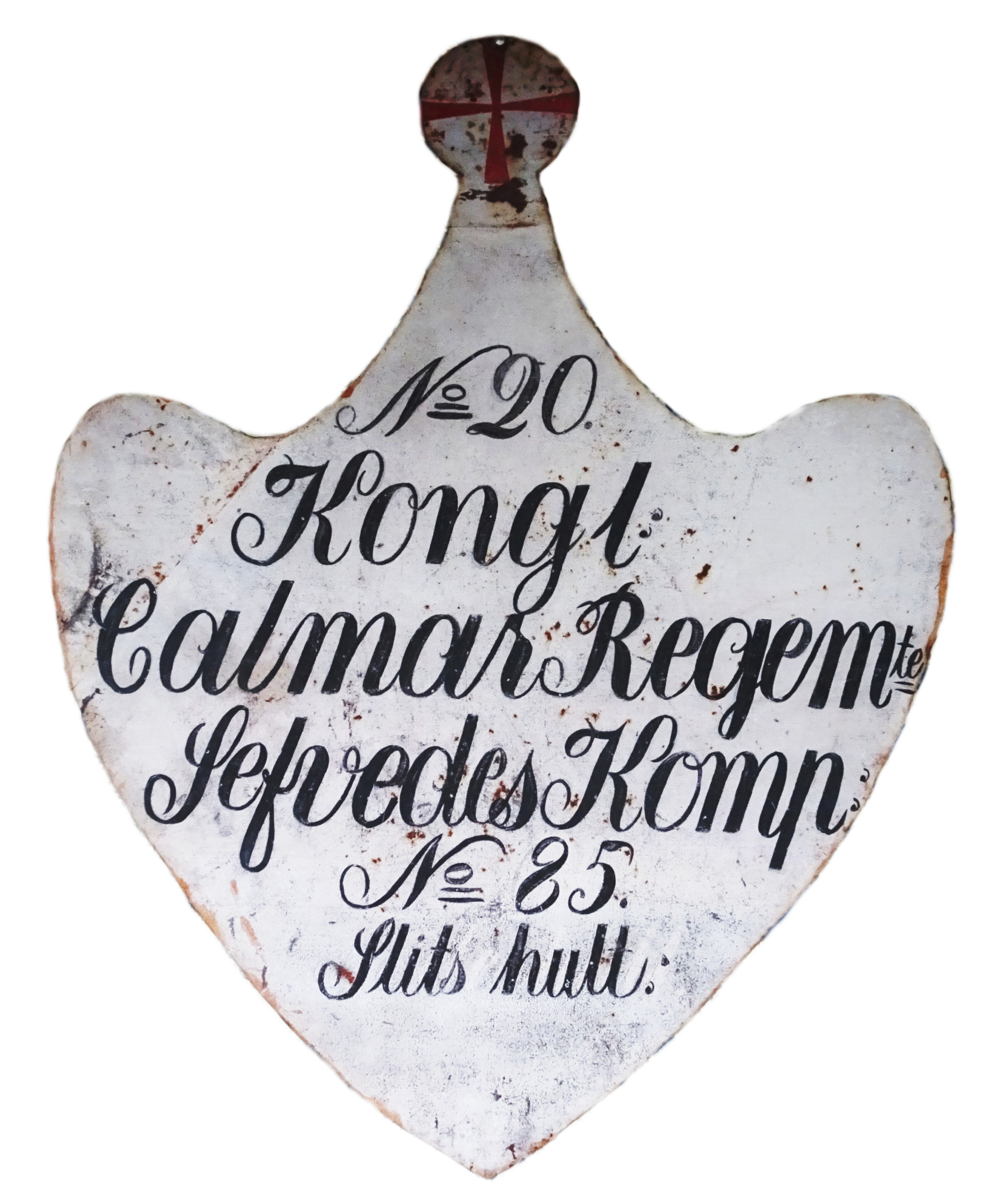
Rotetavla för No 85 Slitshult.

På soldattorpets gavel mot vägen hängde rotetavlan (även kallad soldatbricka eller soldattavla). På den framgick kompaniets namn och soldatens nummer, ibland även hans namn. Exempelvis kunde det stå: No 20. Kongl Calmar Regemente Sefvedals Komp No 85 Slitshulta. Det var ett soldattorp som låg under gården Slitshult i Sevede härad, nuvarande Vimmerby kommun (torpet revs 1950).
Till en början var texten målad direkt på husgaveln med röd text. Men när torpens fasader började målas med faluröd färg under 1700-talet övergick man istället till speciella trätavlor med vit text på svart botten senare kom vitmålade plåtskyltar med svart text. Med tiden kom utseendet på tavlorna att variera en hel del. Tavlans form liknade ibland en sköld eller ett vapen.

### Syneprotokoll och avflyttning
In- och utflyttning skedde vanligen vid midfaste (15/20 mars) eller vårfrudagen (25 mars). Då verkställdes en "syn", det vill säga inspektion, att allt var i sin ordning. Dessutom genomfördes en torpbesiktning vart tredje år även om samma soldat bodde kvar. Syneprotokoll över soldattorp upprättades från början av 1700-talet fram till slutet av 1800-talet och finns bevarade i bland annat Krigsarkivet.
Förmånen av fri bostad i ett soldattorp var en del av den indelte soldatens ersättning. Soldaten kunde ta avsked från armén på egen begäran. Giltiga skäl var hög ålder, krigsskada eller sjukdom. Vid avsked behöll soldaten sin lön till den månad han avgick samt fick bo kvar på soldattorpet ytterligare en tid för att sedan lämna torpet där han bott och brukat jorden under lång tid. Sedan blev han tvungen att flytta ut för att bereda plats åt sin efterträdare. Ibland kunde det hända att han fick bo kvar så länge han levde. 
Avled soldaten i fält hamnade många familjer i stora svårigheter när de på detta sätt blev hemlösa med kort varsel. Enligt lag var roten skyldig att inom tre månader tillsätta en ny soldat. Ibland kunde den nya soldaten gifta sig med soldatänkan. Dock hade ofta roten en viss skyldighet att bistå änkan i sådana fall, och om soldaten avled under tjänstgöring kunde armén bistå med begravningshjälp.

## Bilder

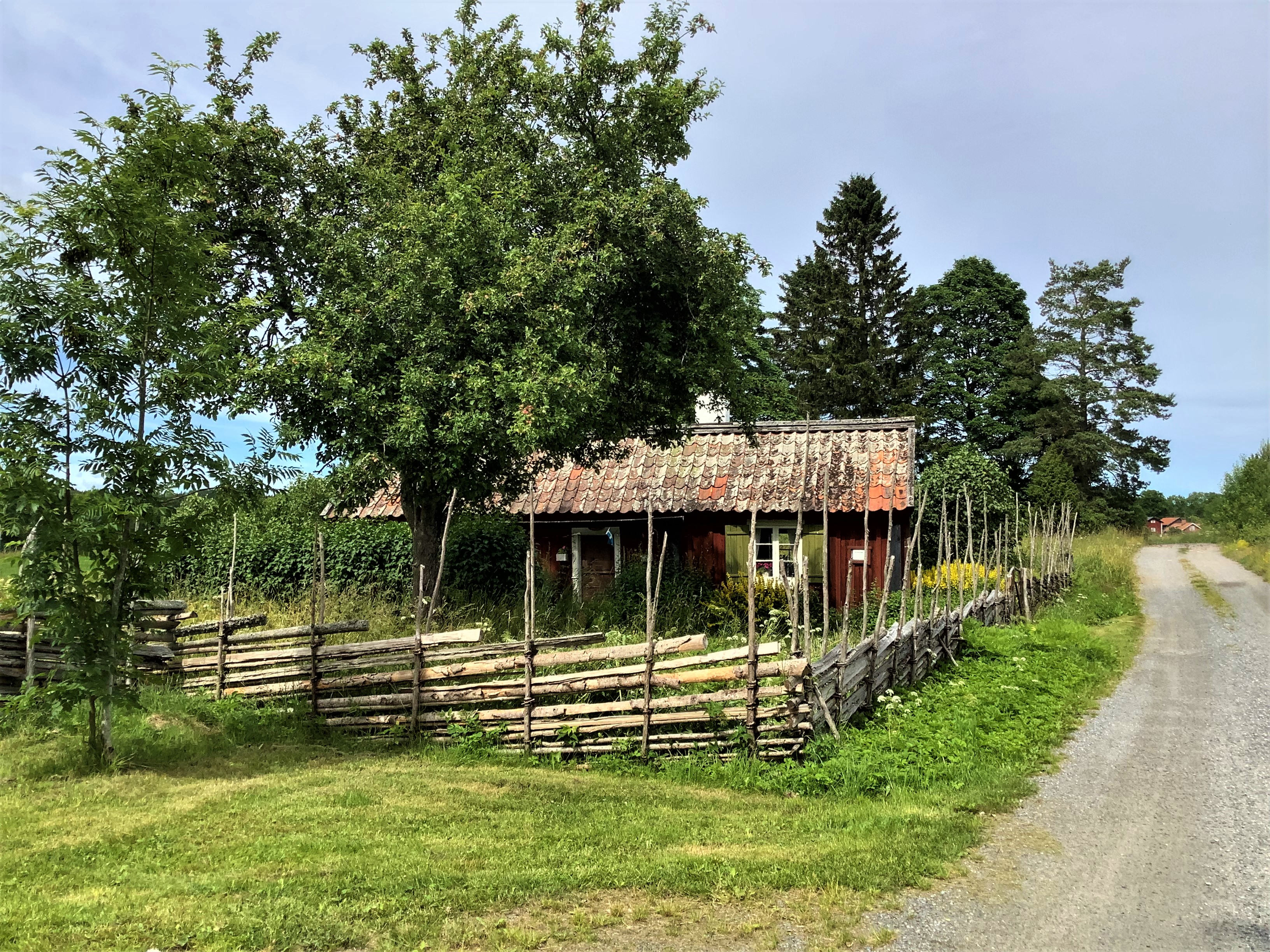
Båtmanstorpet vid byggnadsminnet Kista gård på Väddö.
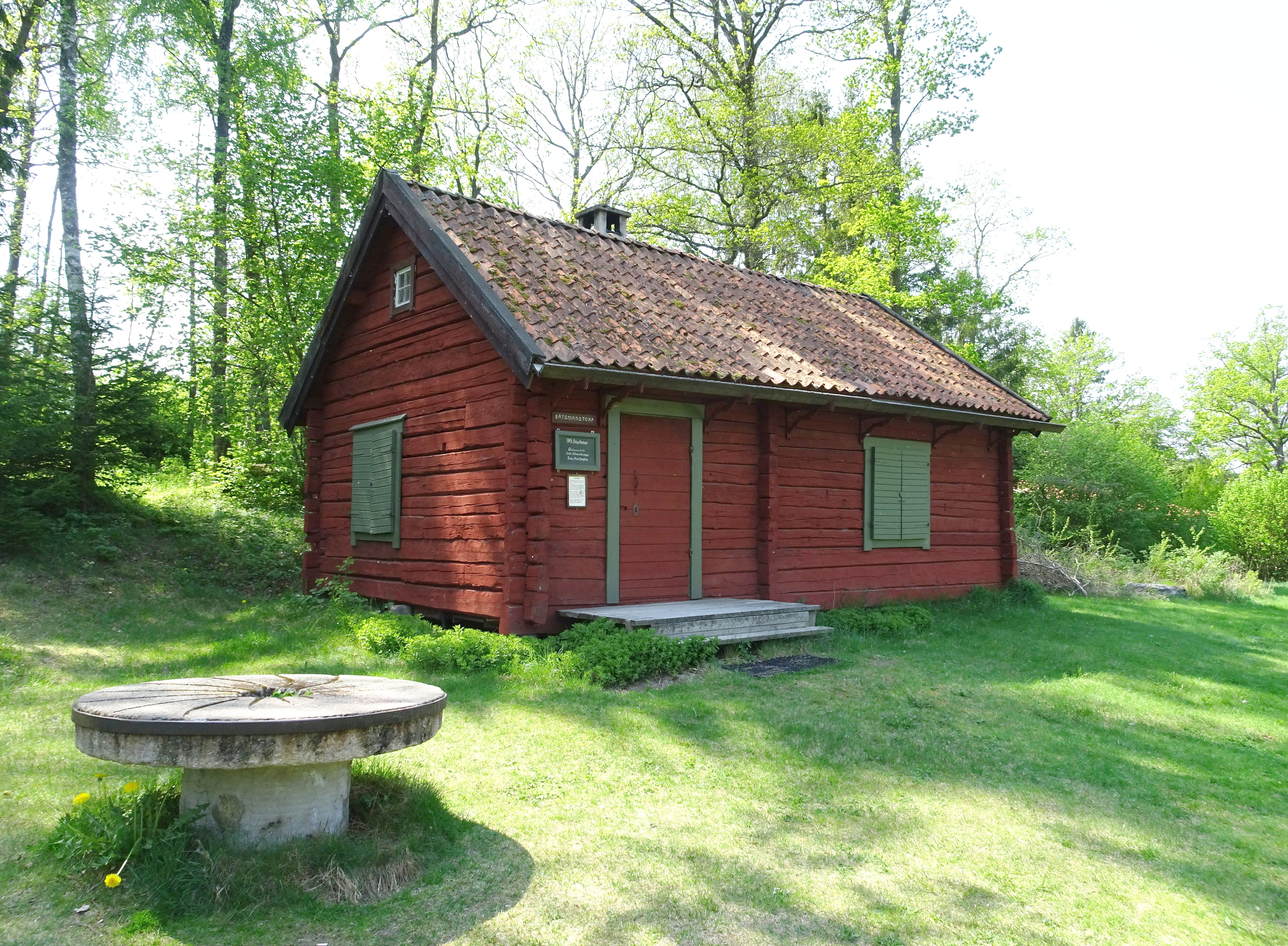
Båtsmanstorpet nr 96 "Slätten" på Trädgårdstorp hembygdsmuseum.
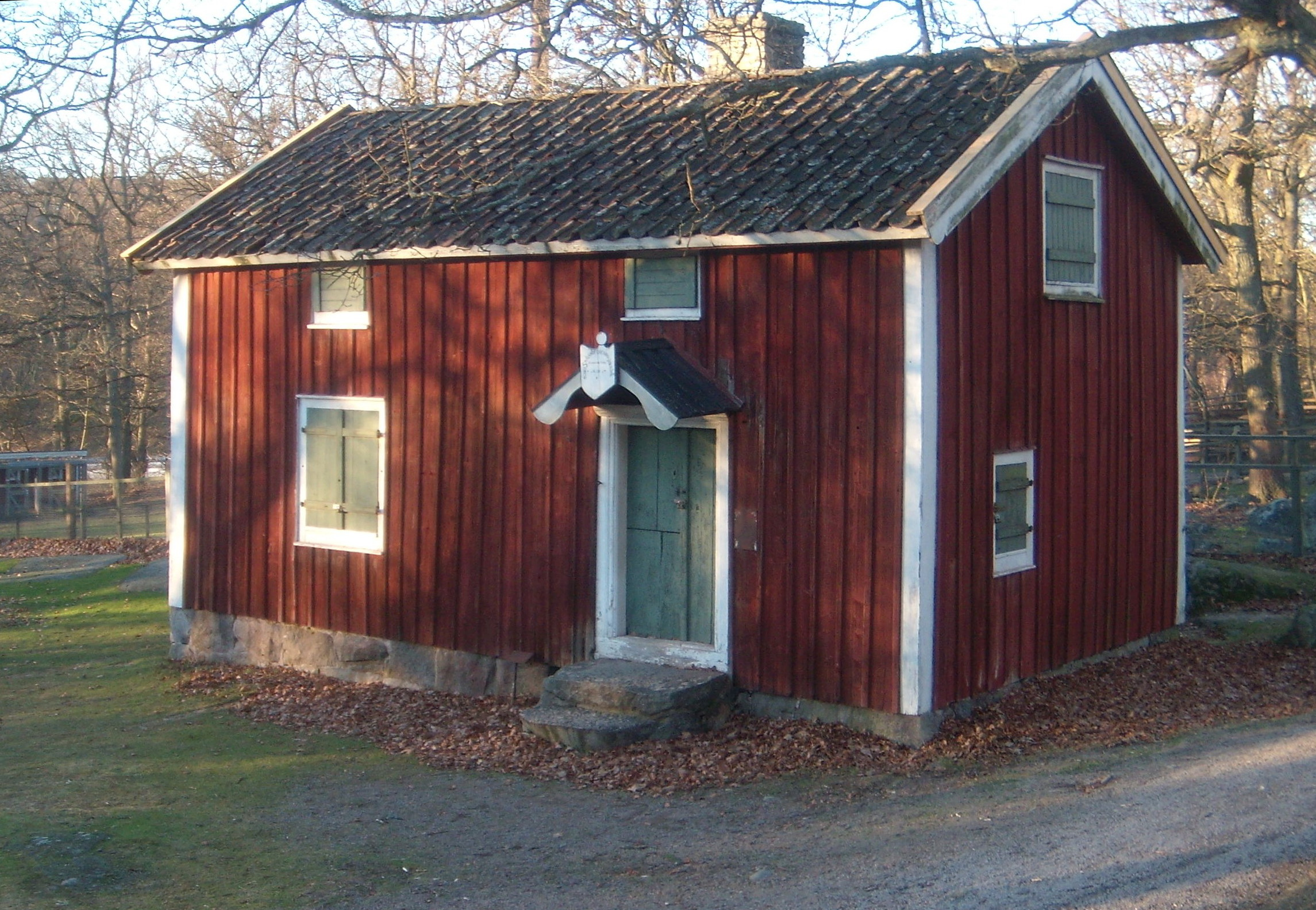
Soldattorp Smålands grenadjärkår Nr 125 Sunnerbo Kompani.
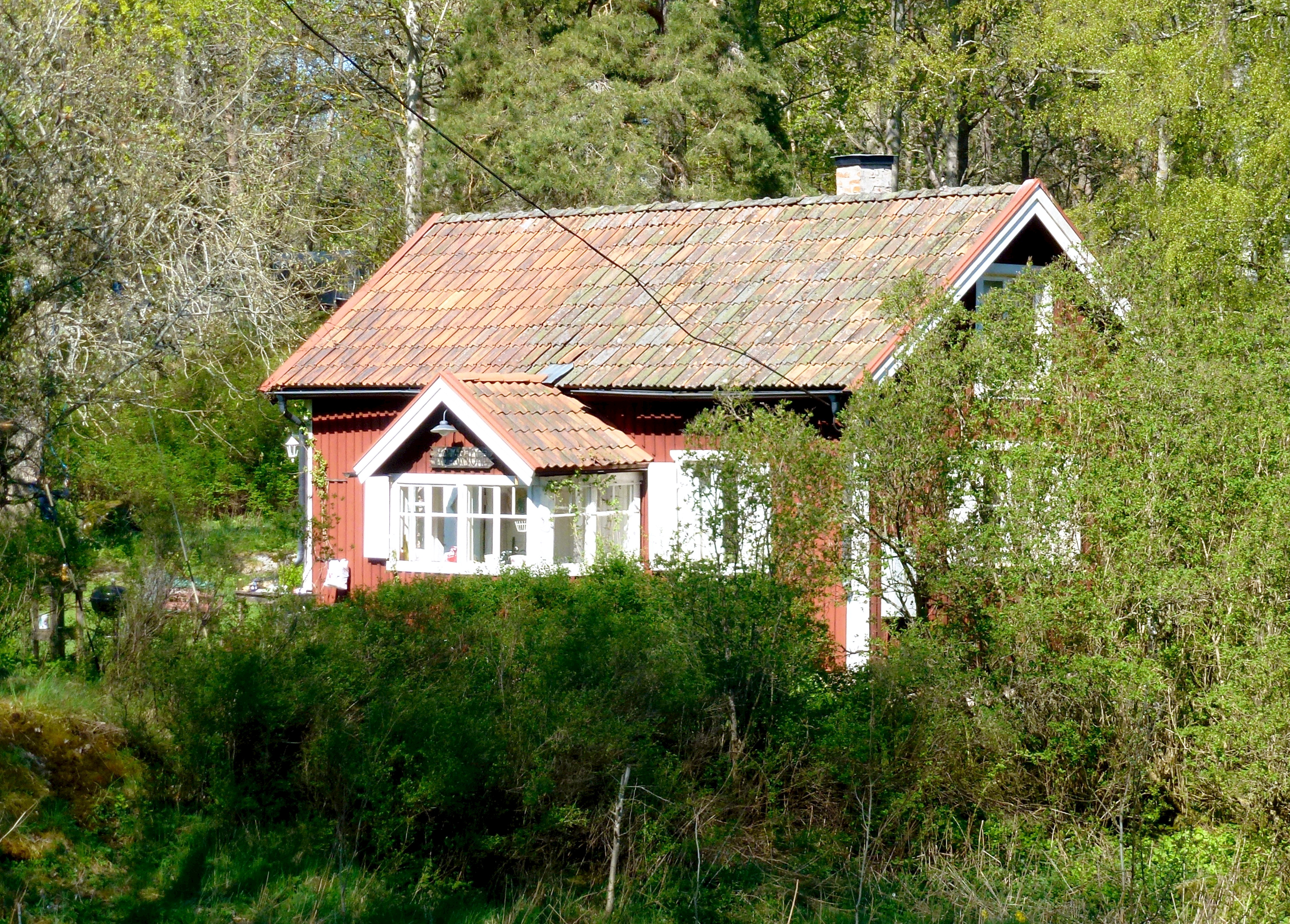
Ryttartorp No 2 i Huddinge socken.
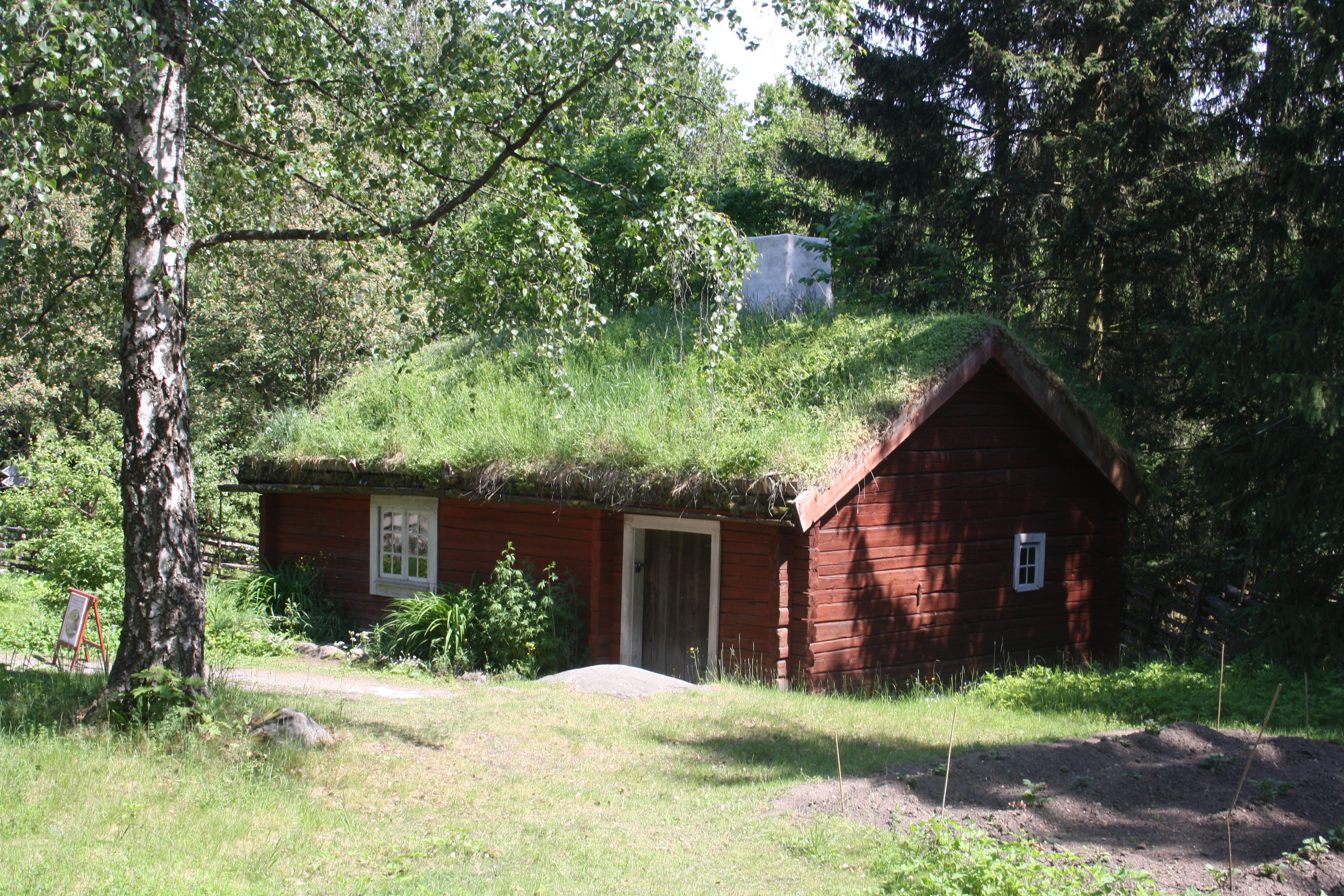
Skansens soldattorp som tillhört rote nr. 91 vid Vedbo kompani.
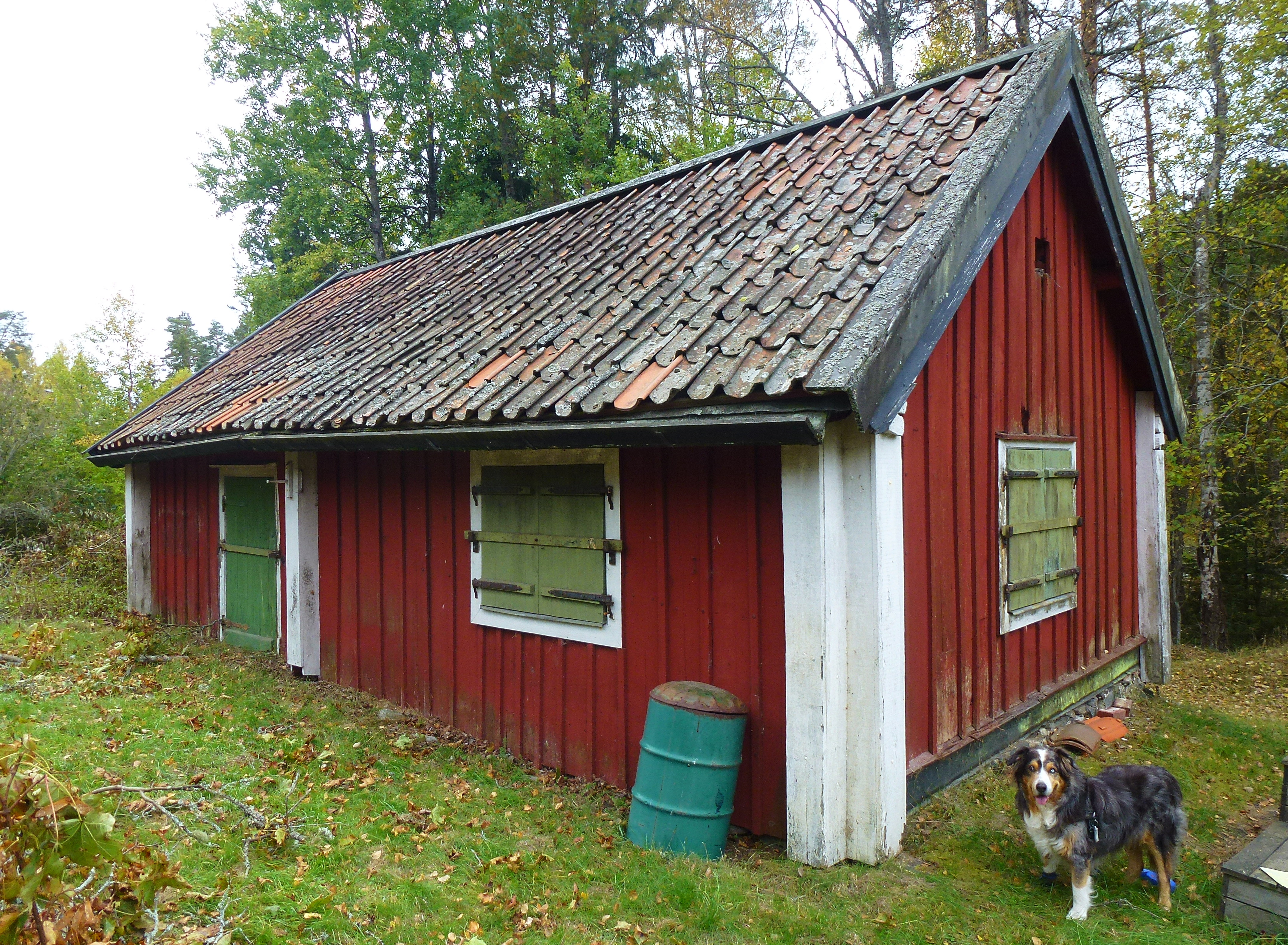
Torpet Snörom i Nacka socken var båtsmanstorp mellan 1712 och 1769.
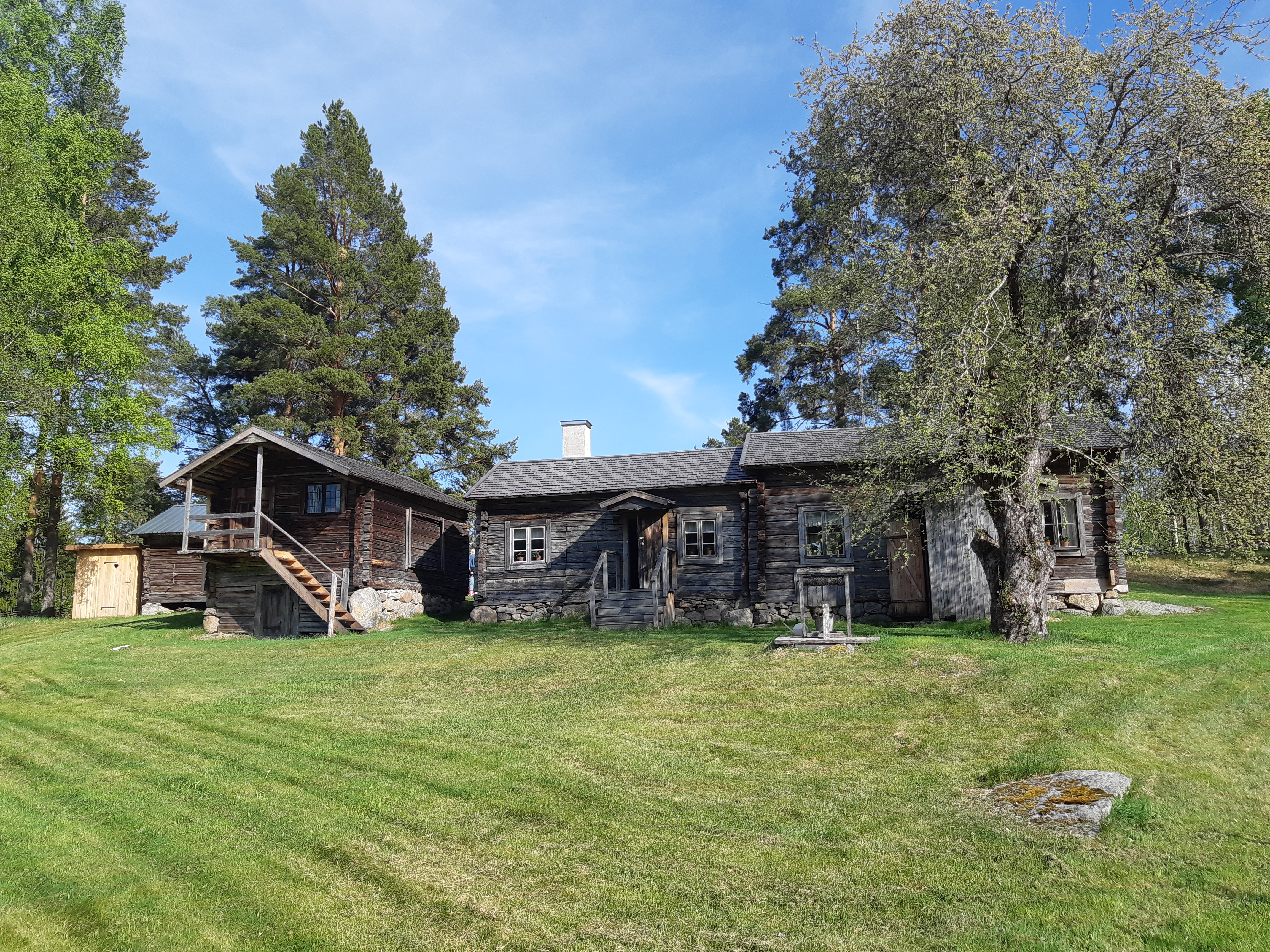
Sävtorpet i Bollnäs kommun.De äldsta delarna av torpet härstammar från sent 1600-tal. Den siste indelte soldaten på Säfstorpet var Per Persson Sääf som avgick den 26 juni 1877.